# Черняховская епархия
Черняхо́вская епа́рхия — епархия Русской православной церкви, объединяющая приходы и монастыри в восточной части Калининградской области (в границах Гвардейского, Гусевского, Озерского и Советского городских округов, а также Краснознаменского, Неманского, Нестеровского, Полесского, Правдинского, Славского и Черняховского районов). Входит в состав Калининградской митрополии.

## История
21 октября 2016 года Священный синод Русской православной церкви постановил образовать Черняховскую епархию, выделив её из состава Калининградской епархии. По словам руководителя информационного отдела Калининградской епархии протоиерея Михаила Селезнёва: цель образования новой епархии — «восток Калининградской области, который находится на периферии. Хотя там возводят новые храмы и появляются новые прихожане, но восток должен всё же более активно развиваться. Поэтому, думаю, назрела ситуация и стал нужен епископ, который бы постоянно находился там и работал». Епископ Николай (Дегтярёв) объяснил разукрупнение так: «Мы идём к практике древней Церкви, когда епископ был в каждом городе. Он бывает во всех храмах, ходит по городу, знает проблемы жителей. Проповедует не только словами, но и примером своей христианской жизни. Епископ должен быть ближе к людям»

## Епископы
- с 27 ноября 2016 года — Николай (Дегтярёв)

## Благочиния

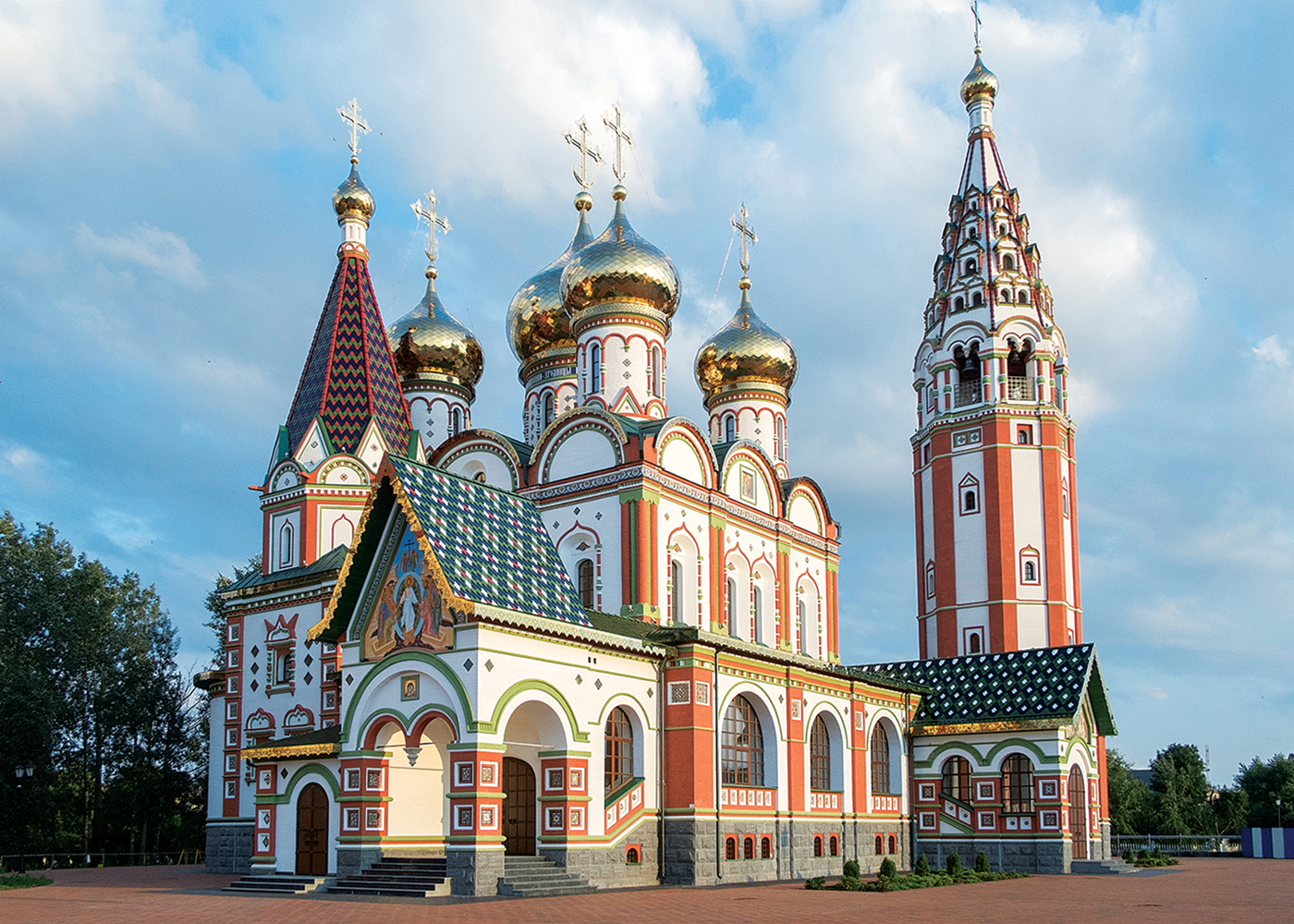
Храм Всех Святых в городе Гусеве Черняховской епархии

Епархия разделена на 2 церковных округа: По состоянию на октябрь 2022 года:
- Восточное благочиние
- Неманское благочиние

## Монастыри
- Монастырь в честь иконы Божией Матери «Державная» в посёлке Изобильное (женский)
- Свято-Никольское подворье монастыря в честь иконы Божией Матери «Державная» в Калининграде (женский; Свято-Никольский храм)